# Krišľovce
Krišľovce (in ungherese Kisvölgy) è un comune della Slovacchia facente parte del distretto di Stropkov, nella regione di Prešov.